# Kampung Baru (Bakongan)
Kampung Baru is een bestuurslaag in het regentschap Aceh Selatan van de provincie Atjeh, Indonesië. Kampung Baru telt 271 inwoners (volkstelling 2010).